# Wang Gungwu
Wang Gungwum, né le 9 octobre 1930 à Soerabaja dans les Indes néerlandaises, est un historien singapourien qui étudie et écrit sur l’histoire de la Chine.

## Biographie
Wang Gungwu a étudié à l'université de Malaya en Malaisie et à l'École des études orientales et africaines de l'université de Londres où il a rédigé une thèse intitulée La structure de pouvoir en Chine du Nord pendant les cinq dynasties en 1957.
Il est professeur à l'université nationale de Singapour, après l'avoir été à l'université nationale australienne.

## Publications
- Global History and Migrations avec Wang Gungwu et Raymond Grew, 1996
- The Chinese Way, 1995
- The Structure of Power in North China During the Five Dynasties
- China and the World Since 1949, 1977
- Sino-Malay Encounters: Only Connect!, 2001

## Distinction
- Prix de la culture asiatique de Fukuoka, 1994